# 闇黑號令 (漫畫)
闇黑號令（英語：Black Order），是一個漫威漫畫中的虛構超級反派組織。

## 出版歷史
闇黑號令首先出現於《新復仇者》第3冊第8期，作為《無限》故事情節的一部分。

## 成員
- 黑矮星（Black Dwarf）又譯黑曜獵手（Cull Obsidian）：擁有超強悍的力量及無堅不摧的皮膚。
- 亡刃（Corvus Glaive）：又譯掠鴉凶刃，擁有強大的力量、速度和耐久性，使用一把能刺穿任何東西的刀葉長矛。當亡刃手持長矛，能使他不死。
- 烏木喉（Ebony Maw）：又譯烏木邪心，善於陰謀與控制，善於利用言語控制別人。
- 暗夜比鄰星（Proxima Midnight）：又譯暗夜無星，亡刃的妻子，闇黑號令中最強的格鬥戰士。
- 超巨星（Supergiant）：又譯特超巨星，擁有侵入、掏走敵人精神的能力。
- 黑天鵝（英语：Black Swan (comics)）（Black Swan）

## 其他媒體

### 電影
- 漫威電影宇宙
  - 亡刃、暗夜比鄰星、烏木喉及黑曜獵手（黑矮星）在《復仇者聯盟3：無限之戰》（2018年）及《復仇者聯盟4：終局之戰》（2019年）中，以「薩諾斯之子」的名稱登場，超巨星則因為劇情需要而被導演刪除並將部分能力與烏木喉合併。[1][2]。

### 遊戲
- 《MARVEL未來之戰》[3]
- 《漫威英雄：終極聯盟3》